# Josef Kvasnička
Josef Kvasnička (25. prosince 1888 Bylany – 2. února 1944) byl československý politik, meziválečný poslanec a senátor Národního shromáždění za Československou národní demokracii, později za Národní sjednocení.

## Biografie
Po parlamentních volbách v roce 1925 získal mandát v Národním shromáždění. Mandát ovšem získal až dodatečně roku 1926 jako náhradník poté, co rezignoval poslanec Jan Dvořáček.
Znovu se pak objevil v parlamentu jako člen horní komory. V parlamentních volbách v roce 1935 totiž získal senátorské křeslo v Národním shromáždění za Národní sjednocení. Mandátu se vzdal v prosinci 1938. Jako náhradník pak za něj nastoupil Julius Komrs.
Podle údajů k roku 1927 byl povoláním profesorem v Písku.
Zemřel 2. února 1944 v Praze.